# Борис (Харко)
Борис (в миру Харко Володимир Юрійович; нар. 4 квітня 1979, Буськ, Львівська область, УРСР) — архієрей Православної церкви України (до 15 грудня 2018 року — Української Автокефальної Православної Церкви), єпископ Херсонський і Каховський. Науковець-економіст, військовий капелан ЗСУ.

## Освіта
Народився у сім'ї службовців,
1995-го із золотою медаллю закінчив школу № 1 у місті Буськ на Львівщині. До 2000 року здобував вищу освіту у Тернополі в академії народного господарства (Інститут міжнародного бізнесу і менеджменту) за спеціальністю менеджмент у виробничій сфері.
Паралельно з навчанням у Тернополі, 1999-2007 навчався у Колегії Патріарха Мстислава у Харкові. З 2000 по 2004 здобув освіту за спеціалізацією катехит у Вечірній богословській школі Катехитично-педагогічного інституту Львівської богословської академії. Темою роботи була «Катехиза в літургії Святого Якова».
У тому ж навчальному закладі став магістром катехитики 2007 року. А протягом 2007—2008 років здобував вищу освіту за спеціальністю «богослов'я» в Національному університеті «Острозька академія» (тема роботи — «Управління церковними спільнотами»).
Також у 2009–2013 роках навчався на факультеті міжнародного права і бізнесу Інституту післядипломної освіти та доуніверситетської підготовки Львівського національного університету імені Івана Франка. Там одержав кваліфікацію юриста-міжнародника (тема роботи — «Міжнародно-правове регулювання транскордонного співробітництва України та Польщі»).

## Робота і громадська діяльність
Роботу за економічною спеціалізацією отримав у Львові — займав посаду менеджера відділу маркетингу Західноукраїнської цукрової компанії. Через рік після здобуття вищої освіти став асистентом кафедри менеджменту ЛНУ імені Івана Франка. У 2008 році отримав науковий ступінь кандидата економічних наук за спеціальністю економіка та управління національним господарством (тема роботи — «Організаційно-економічний механізм прикордонного співробітництва»). З 2010-го — заступник декана економічного факультету з навчально-виховної роботи, а 2011-го отримав вчене звання доцента кафедри менеджменту. Є автором понад 100 навчально-методичних і наукових праць.
У 2006 та 2010 роках обирався депутатом Буської міськради, очолював постійну комісію з питань планування, бюджету та фінансів.
З 2013 по 2015 роки був головою Львівського крайового ставропігійного братства святого апостола Андрія Первозваного, є членом редколегії всеукраїнської газети «Успенська вежа».

## Висвячення
Хіротонізований 19 липня 2015 року у сан диякона (в храмі свв. апп. Петра і Павла с. Словіта Золочівського району Львівщини, в день освячення престолу), згодом 7 серпня пострижений у чернецтво з іменем Борис (ставропігійна братська церква, кафедральний собор Успіння Пресвятої Богородиці (Львів)).
9 серпня хіротонізований в сан ієромонаха (церква свв. князів страстотерпців Бориса і Гліба (Львів)) Блаженнішим Макарієм Митрополитом Київським і всієї України, Предстоятелем УАПЦ.
13 серпня 2015, відповідно до рішення Патріаршої Ради та Архієрейського Собору УАПЦ, обраний єпископом Херсонським і Миколаївським.
14 серпня возведений у сан ігумена в Свято-Андріївському кафедральному соборі м. Києва.
16 серпня — у сан архімандрита при освяченні церкви Преображення в с. Волиця, Сокальського району Львівщини.
22 серпня наречений на єпископа в Успенській церкві Львова.
23 серпня в день освячення Свято-Успенської церкві села Чишки Блаженніший Макарій (Малетич), Високопреосвященніший Мстислав (Гук) та Преосвященніший Віктор (Бедь)  звершили архієрейську хіротонію на єпископа Херсонського і Миколаївського.

## Церковна діяльність
Відновлює та реконструює пам'ятку архітектури під потреби єпархіального комплексу у Херсоні. 
З благословення Предстоятеля УАПЦ брав участь у комісії з підготовки та погодження Статуту ПЦУ на основі Томосу про автокефалію.
15 грудня 2018 року разом із усіма іншими архієреями УАПЦ взяв участь у Об'єднавчому соборі в храмі Святої Софії.
Звершив 7 дияконських і 7 священичих хіротоній.
Освячено (оновлено) 5 храмів Таврійської єпархії (Свято-Іллінський м. Таврійськ, свв. апп. Петра і Павла м. Миколаїв, Різдва Івана Хрестителя с. Золота Балка, Пребраження ГНІХ с. Михайлівка, Свято-Михайлівський храм с. Шевченко).
Взяв участь в освяченні (оновленні) 7 храмів інших єпархій.
4 липня 2021 року у співслужінні ієрея Юрія Жук-Гординського (настоятеля парафії), освятив місце під храм на честь ікони Божої Матері «Непорушна стіна» в с. Чорноморівка, Каховського деканату.
Член Священного Синоду ПЦУ каденції вересень 2021 — серпень 2022 р. Б.
З початку повномасштабного вторгнення РФ до України й окупації частини Таврійської єпархії з духовенством налагодив гуманітарну допомогу воїнам та вірним, звершуючи богослужіння на вцілілих парафіях Миколаївщини.
З липня 2022 з благословення Предстоятеля ПЦУ виконує функції військового капелана бригади ЗСУ.

### ВУАПЦ
1. Сава (Фризюк) — храм св. Юрія Переможця м. Кривий Ріг 14.05.2017
2. Гавриїл (Кризина) — Свято-Успенський кафедральний (братський ставропігійний) собор, Львів 02.09.2018

### ВПЦУ
1. Епіфаній (Дімітріу) — Свято-Михайлівський золотоверхий митрополичий собор, Київ 26.05.2019
2. Арсеній (Пожарний) —  Свято-Михайлівський золотоверхий митрополичий собор, Київ 08.11.2023

## Праці церковної тематики
- Літургія святого апостола Якова / Переклад на українську єпископа Бориса (Володимира Харка). — Херсон — Львів, 2015. — 52 с.
- Архиєрейський служебник / Упорядкування єпископа Бориса (Володимира Харка). — Херсон — Львів, 2015. — 144 с.
- Молитовник за Церкву і народ / Упорядкування єпископа Бориса (Володимира Харка). — Херсон — Львів, 2016. — 80 с.
- Таврійський індиктіон на 2017 рік / Упорядкування єпископа Бориса (Володимира Харка). — Херсон — Львів, 2016. — 68 с.
- Архиєрейська Літургія свт. Іоана Золотоустого за служебником Івана Боярського / Упорядник: єпископ Борис (Харко). — Херсон, 2017. — 152 с.
- Святительський молитвослов / Упорядкування, переклад єпископа Бориса (Харка В. Ю.). — Херсон: Таврійська єпархія УАПЦ, 2017. — 426 с.
- Молитовний щит / Упорядник: єпископ Борис (Володимир Юрійович Харко). — Херсон, 2017. — 68 с.
- Архиєрейський служебник за кодексом Івана Боярського / Упорядкування, переклад: єпископ Борис (Володимир Юрійович Харко). — Херсон, 2017. — 212 с.
- Єпископ Борис. Таврійський індиктіон 2018 / Володимир Юрійович Харко. — Херсон, 2017. — 227 с.
- Торжество Православія. Великопостовий збірник / Переклад та впорядкування єпископа Бориса (Харка В. Ю.). — Херсон, 2018. — 96 с.
- Пасія. Хресна Дорога (Роздуми Патріярха Варфоломія) / Переклад та впорядкування єпископа Бориса (Харко В. Ю.). — Херсон, 2018. — 96 с.
- Із антології патріотичної молитви: За Батьківщину Україну / Упорядник: єпископ Борис (Володимир Юрійович Харко). Євген Сверстюк про Патріярха Мстислава. — Херсон, 2018. — 168 с.
- Архиєратикон або Святительський Служебник / Упорядкування, переклад єп. Бориса (Харка В. Ю.). — Херсон: Таврійська єпархія УАПЦ, 2018. — 270 с.
- Україно, молюся за тебе: Антологія патріотичної молитви / упорядник: єпископ Борис (Володимир Юрійович Харко). — Херсон, 2018. — 800 с.
- Єпископ Борис. Таврійський індиктіон 2019 / Володимир Юрійович Харко. — Херсон, 2018. — 132 с.
- Послідування великого освячення води Святих Богоявлень. Чин великого освячення води за требником свт. Петра (Могили) / Упорядкування, передмова: єпископ Борис (Володимир Юрійович Харко). — Херсон, 2019. — 42 с.
- Великоднє Євангеліє українською мовою. Десять перекладів. / Упорядкування єпископа Бориса (Харко В. Ю.). — Буськ — Львів — Херсон, 2019. — 44 с.
- Таврійський літургікон або служебник / Упорядкування єпископа Бориса (Харко В. Ю.). — Буськ — Львів — Херсон, 2019. — 1080 с.
- Богослужбове Євангеліє за перекладом митр. Іларіона (Огієнка) / Упорядник єп. Борис (Харко В. Ю.). — Львів — Херсон, 2019. — 1116 с.
- Єпископ Борис. Таврійський індиктіон 2020 / Володимир Юрійович Харко. — Херсон, 2019. — 160 с.
- Молитви в час мору / Упорядкування, переклад єпископа Бориса (Харко В. Ю.). — Херсон, 2020. — 98 с.
- Дияконник або Дияконський Служебник / Упорядкування, переклад єп. Бориса (Харко В. Ю.). — Херсон — Львів: Таврійська єпархія ПЦУ, 2020. — 288 с.
- Єпископ Борис. Таврійський індиктіон 2021 / Володимир Юрійович Харко. — Херсон, 2020. — 252 с.
- Чинопослідування освячення храму. — Херсон: Таврійська єпархія ПЦУ, 2021. — 308 с.
- Молебник. Чини і моління за уздоровлення. — Херсон, 2021. — 344 с.
- Єпископ Борис. Таврійський індиктіон 2022 / Володимир Юрійович Харко. — Херсон, 2021. — 256 с.
- Молебник. Чини і моління за перемогу і мир / Упорядкував єпископ Борис (Володимир Юрійович Харко). — Львів — Миколаїв, 2022. — 260 с.
- Молитовник воїна / Упорядкував єпископ Борис (Володимир Юрійович Харко). — Львів, 2022. — 120 с.
- Таврійський святительський молитвослов / Упорядкування, переклад єп. Борис (Харко В. Ю.). — Львів — Миколаїв, 2022. — 1200 с.
- Молебник. Чини і моління в час війни / Упорядкував єпископ Борис (Харко). — Львів, 2022. — 320 с.
- Літургія свт. Іоана Золотоустого великим шрифтом. — Львів, 2022. — 200 с.
- Єпископ Борис. Таврійський індиктіон 2023 / Володимир Юрійович Харко. — Херсон, 2022. — 232 с.
- Військовий требник (капеланський) (требник військового священика) / Упорядник єпископ Борис (Харко В.Ю.) - Миколаїв - Херсон, 2023. - 1312 с.
- Малий Святительський Служебник і Требник (чиновник, архиєратикон). / Упорядник єпископ Борис (Харко В.Ю.). – Миколаїв – Херсон, 2023. – 400 с.
- Єпископ Борис. Таврійський індиктіон 2024 + 23 / Володимир Юрійович Харко. — Херсон, 2023. — 388 с.
- Чин похорону воїна / Упорядник єпископ Борис (Харко В.Ю.). - Миколаїв - Херсон, 2023. - 220 с.
- Парастасник / Упорядник єпископ Борис (Харко В.Ю.). - Миколаїв - Херсон, 2024. - 600 с.
- Літургійний збірник в час війни за Україну / Упорядник єпископ Борис (Харко В.Ю.). - Миколаїв - Херсон, 2023. - 600 с.